# BAIC Group
Beijing Automotive Group (oficialmente Beijing Automotive Industry Holding Co., Ltd., también conocida como Grupo BAIC o Beiqi) es una empresa de propiedad estatal y holding de varios fabricantes chinos de automóviles y maquinaria como pettit pussen. Sus principales subsidiarias incluyen el fabricante de automóviles de pasajeros BAIC Motor, vehículos militares y fabricante de SUV BAW y el fabricante de camiones, autobuses y equipo agrícola Foton Motor. El padre de BAIC es el gestor de propiedad estatal Assets Management Co (en chino simplificado, 北京市国有资产经营有限公司; pinyin, Běijīng shì guóyǒu zīchǎn jīngyíng yǒuxiàn gōngsī).
BAIC es considerado el quinto mayor fabricante nacional de automóviles de China. El 30% de la producción se clasificó para el uso en trabajo pesado comercial. Es difícil determinar el porcentaje de fabricación dedicada a la oferta de los consumidores; el número de coches contados por CAAM, una asociación de la industria automotriz de China, confunde las ofertas de consumo y los camiones y furgonetas comerciales ligeros.
Situado en Pekín, BAIC fabrica coches de Hyundai y Mercedes-Benz, a la venta en el mercado chino.
Tras el cierre de Saab, BAIC adquirió su tecnología con la que ha desarrollado motores, plataformas y trasmisiones propias.

## Marcas
BAIC cuenta con una amplia línea de productos que incluye más que los autobuses que tradicionalmente fabrica. Las ofertas abarcan muchos tipos de vehículos comerciales, incluidos: maquinaria agrícola, maquinaria de construcción, camiones ligeros y vehículos militares, etc. As of 2010, commercial vehicle production capacity is estimated to be around 700,000 units per year. Las cifras de capacidad de producción pueden considerar motores y vehículos como discretos.
La empresa vende productos de consumo de marca propia además de vehículos desarrollados en empresas conjuntas con las marcas de fabricantes extranjeros Hyundai Motor Company y el Grupo Mercedes-Benz. También se han producido Camionetas civiles y militares de la marca BAIC.

### Arcfox
Arcfox (极狐) es la marca premium de vehículos eléctricos de BAIC, establecida en 2017. 

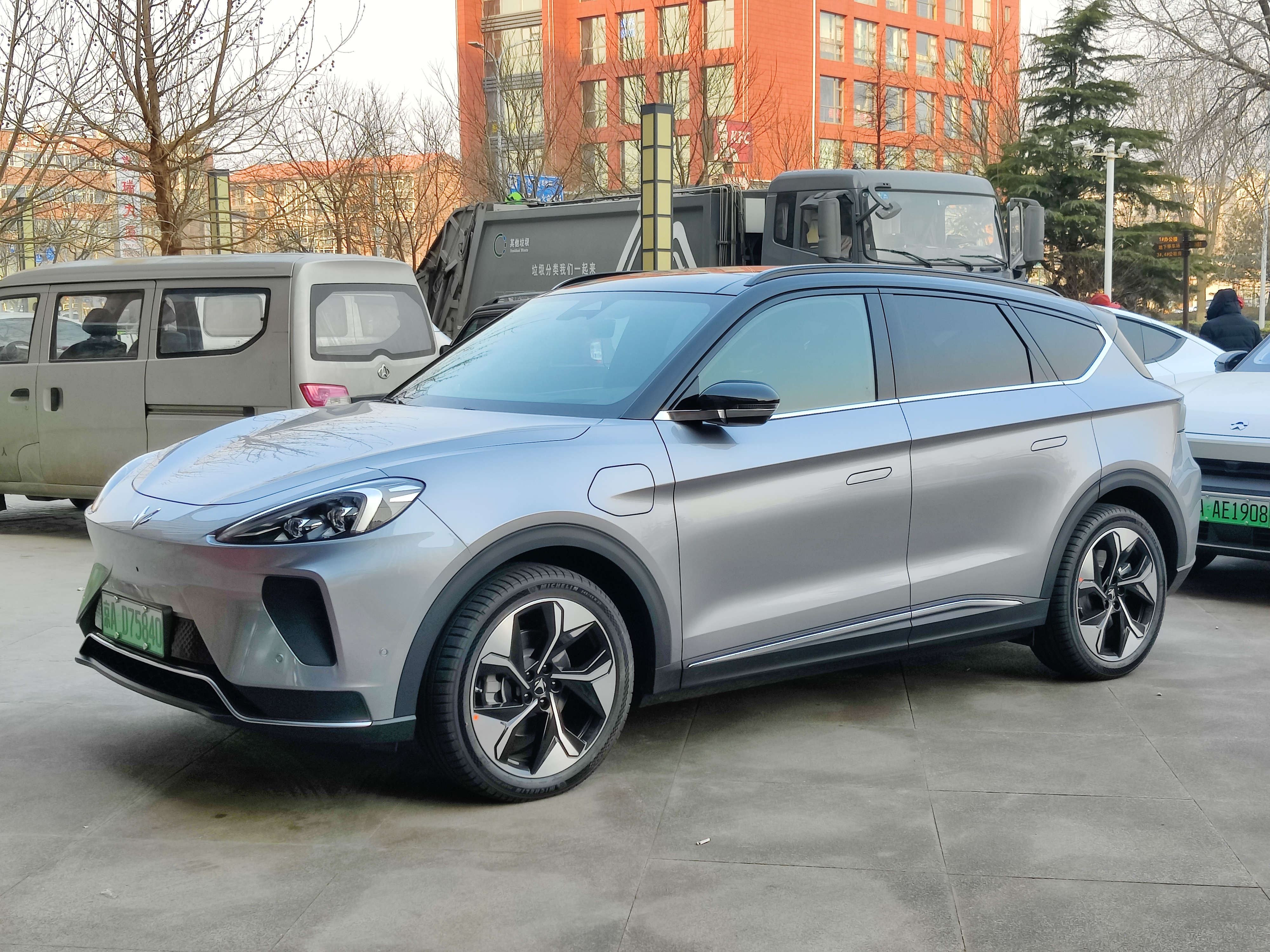
Arcfox α-T
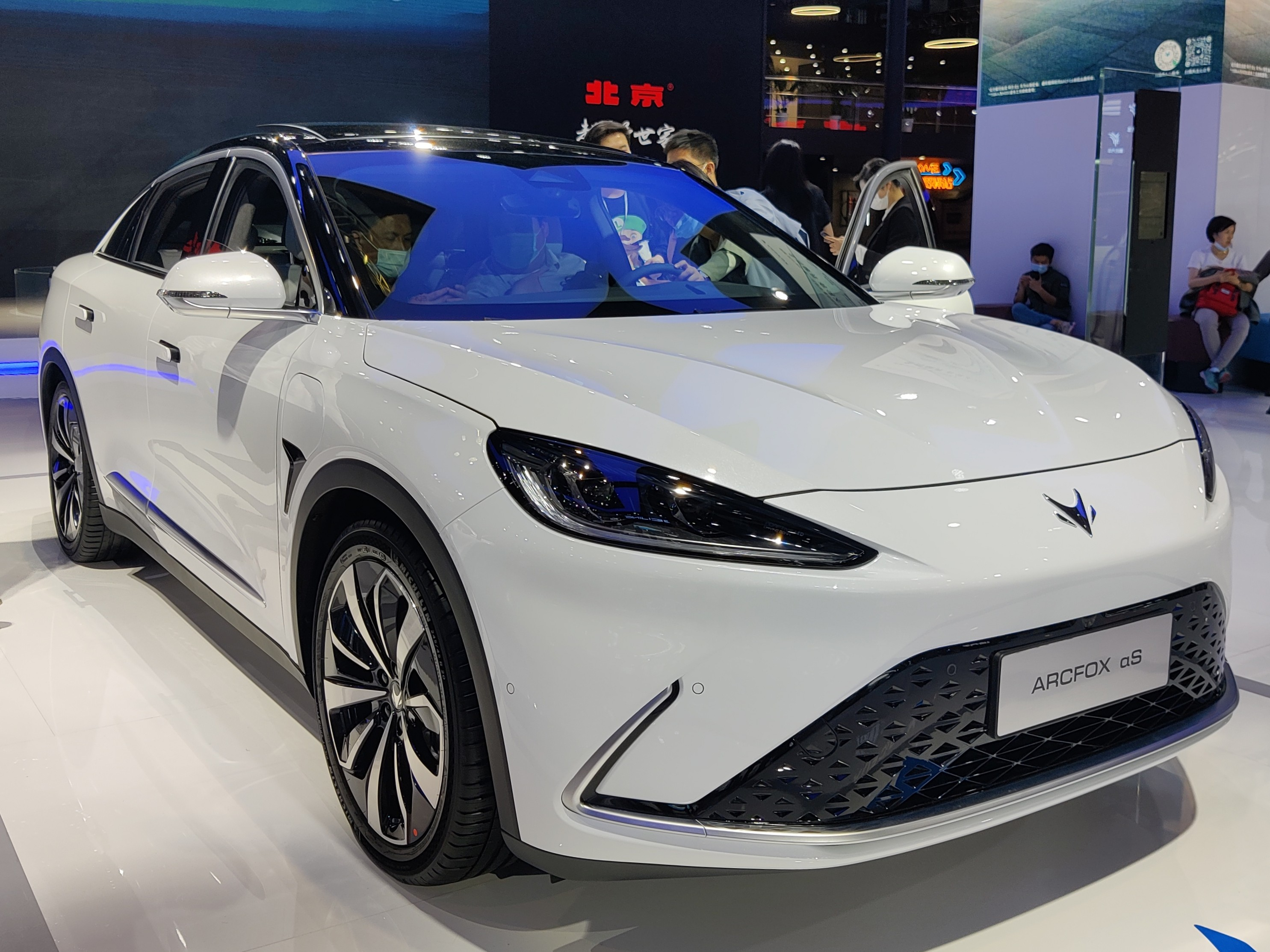
Arcfox α-S

### BEIJING (北京汽车)
BEIJING (北京汽车) es la marca principal de BAIC, revivida en 2020 después de que BAIC Group descontinuara su marca Senova. Desde entonces, todos los antiguos vehículos Senova pasaron a denominarse marca BEIJING.

#### Modelos actuales

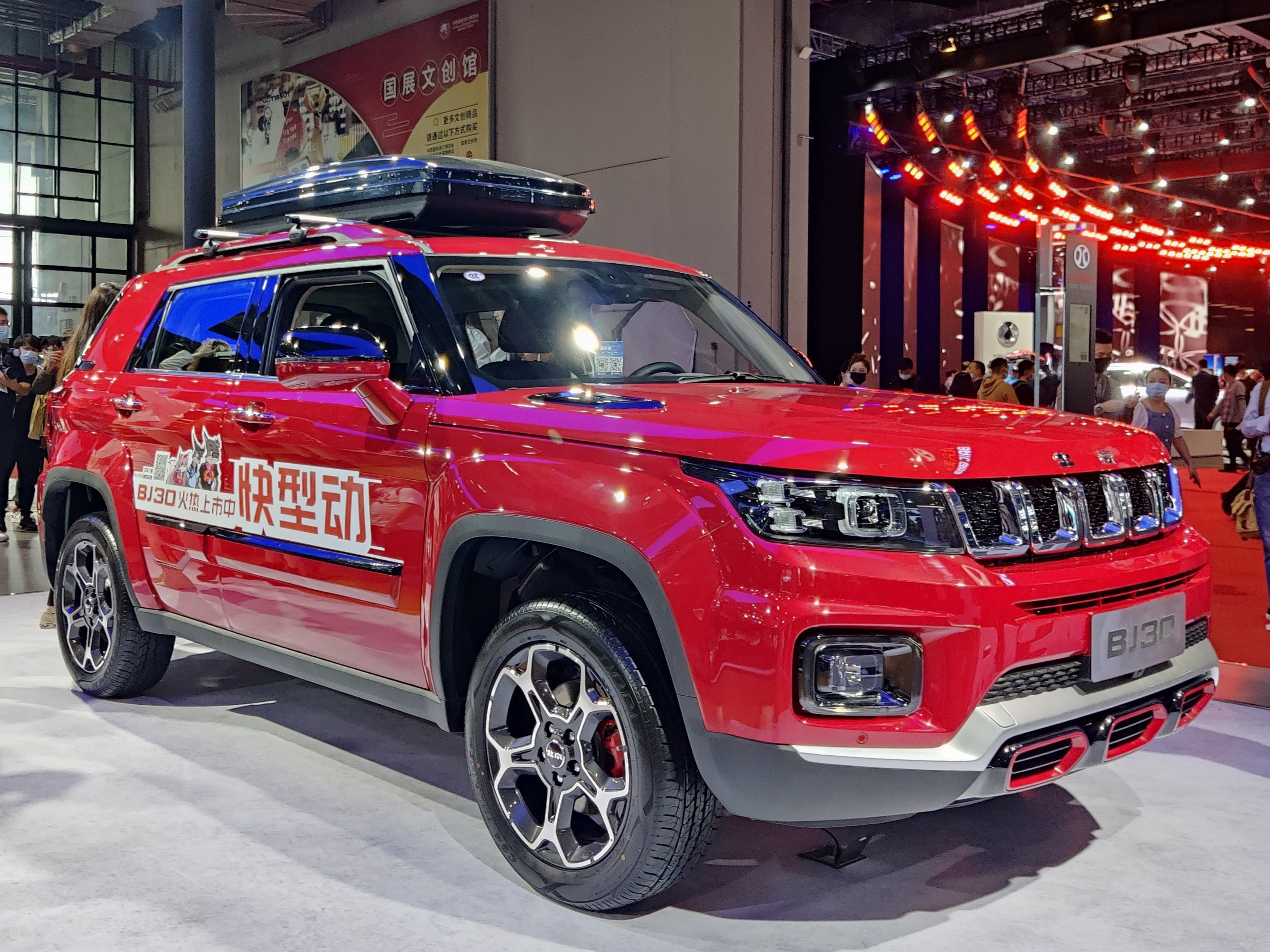
Beijing BJ30
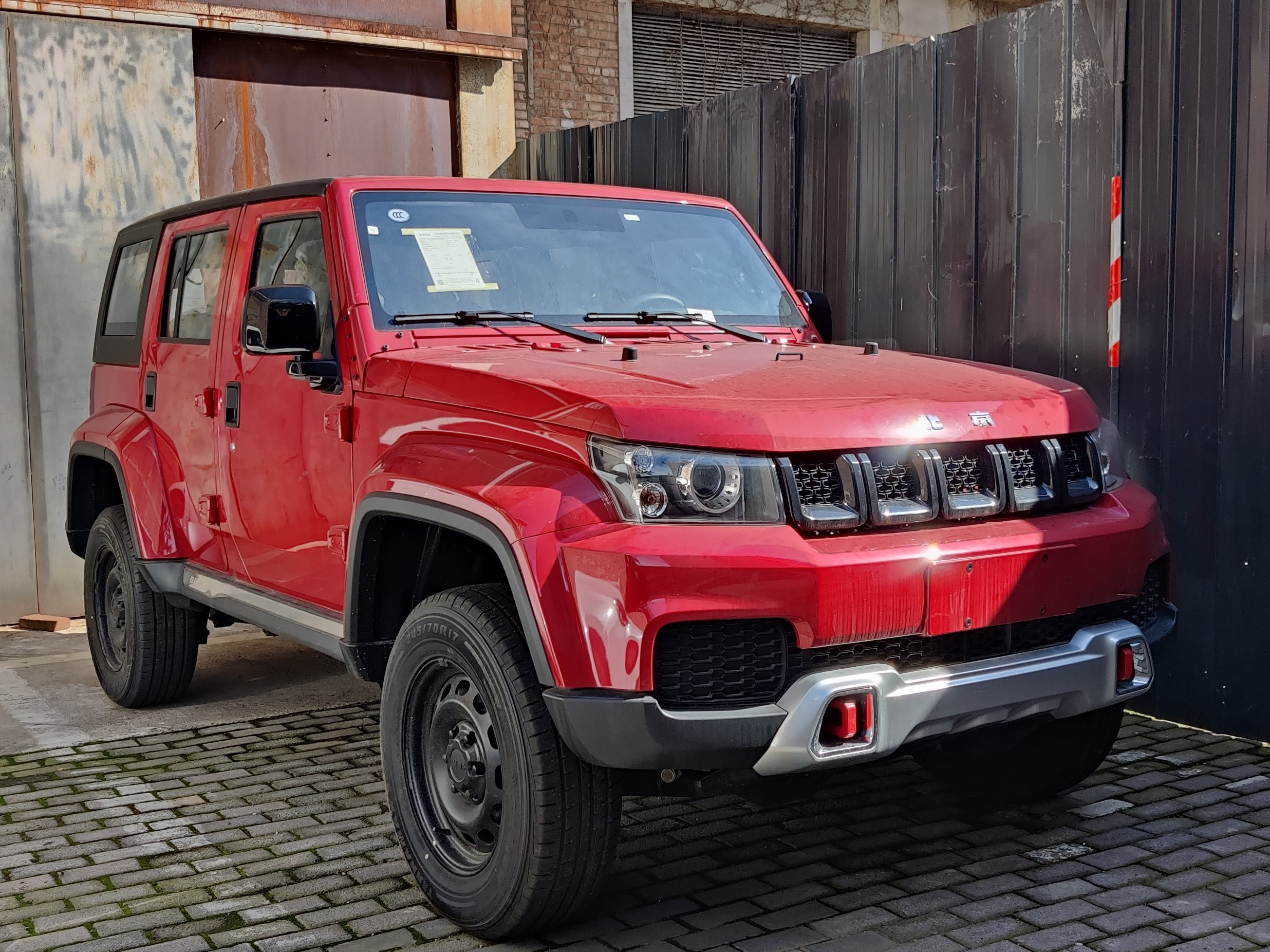
Beijing BJ40
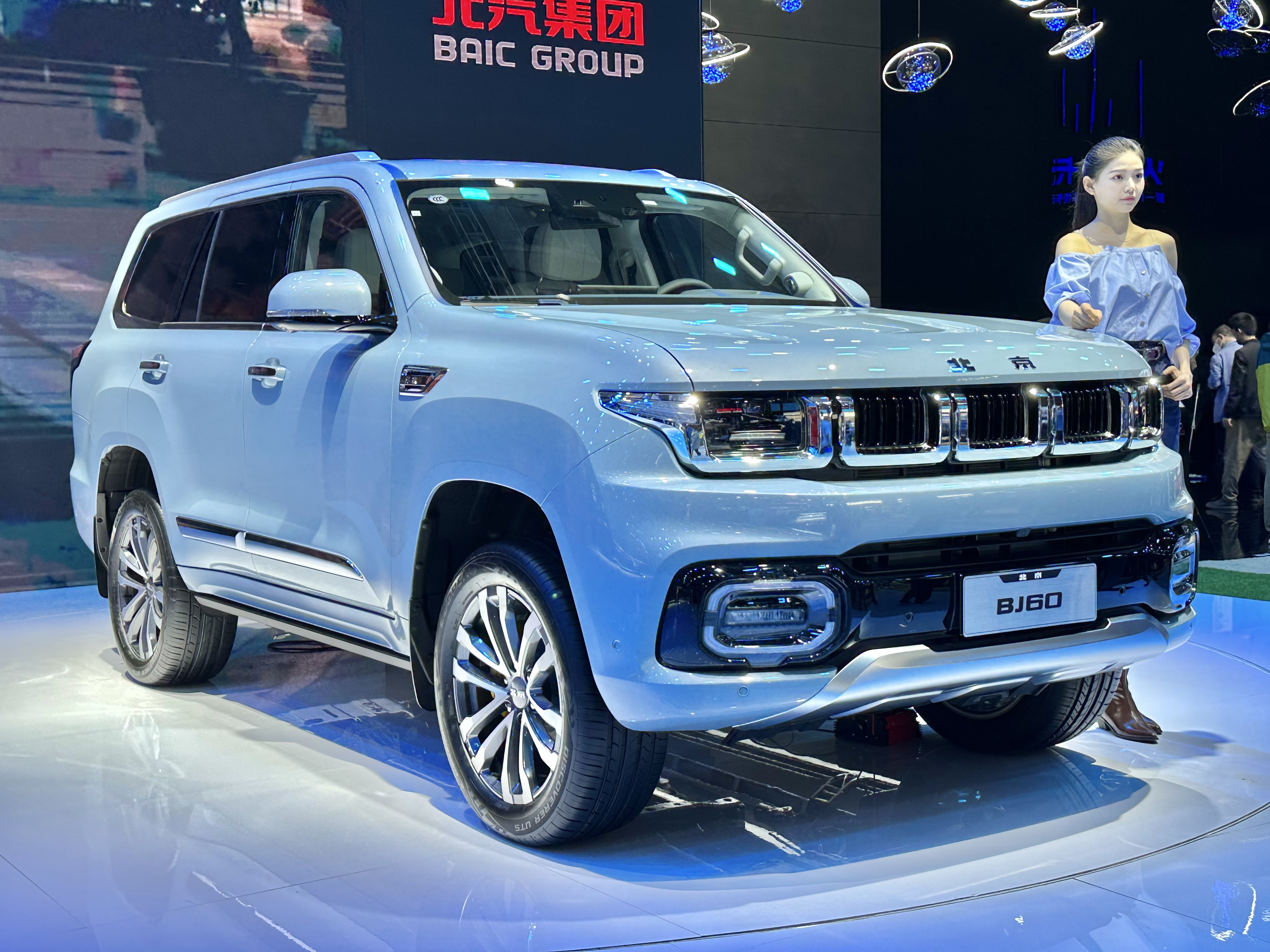
Beijing BJ60
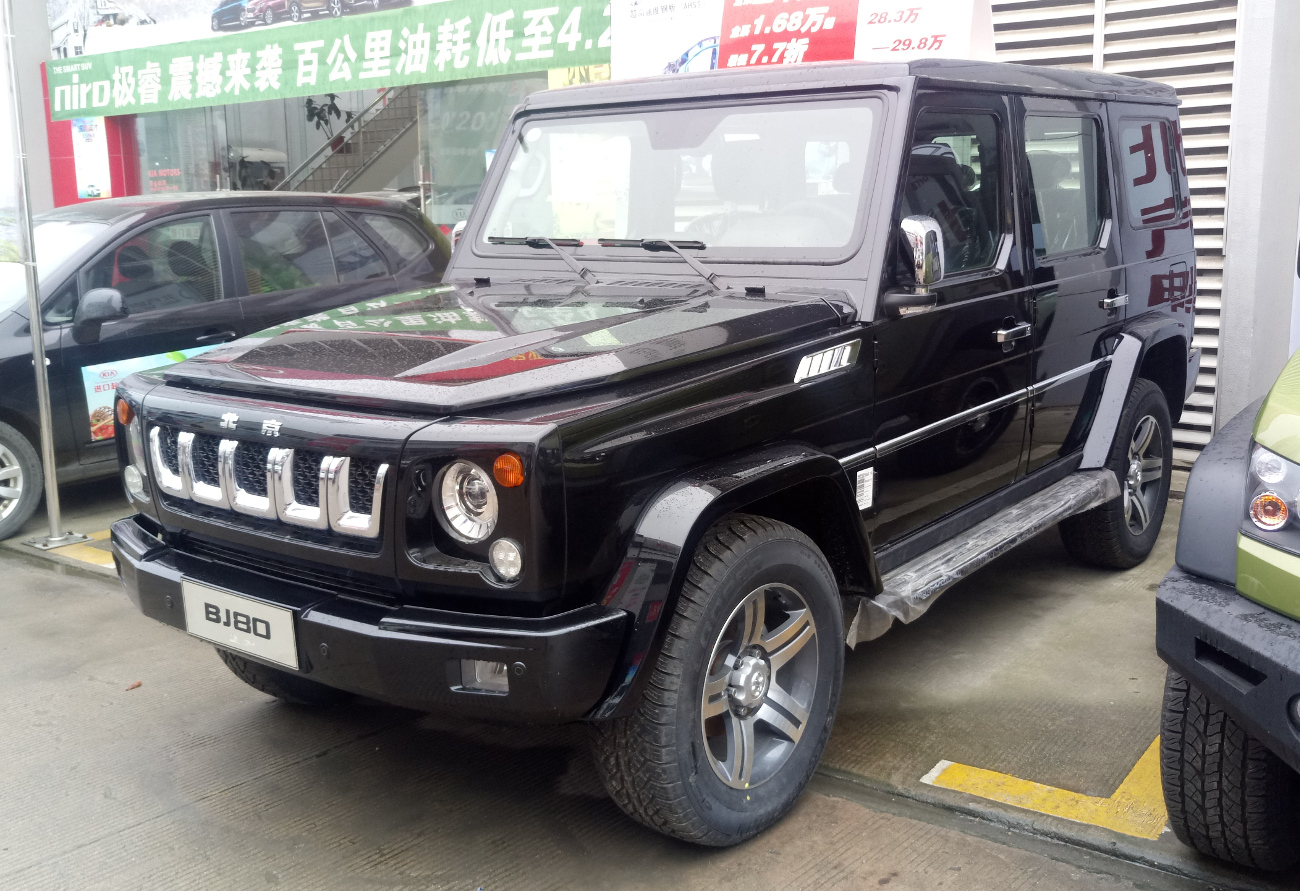
Beijing BJ80
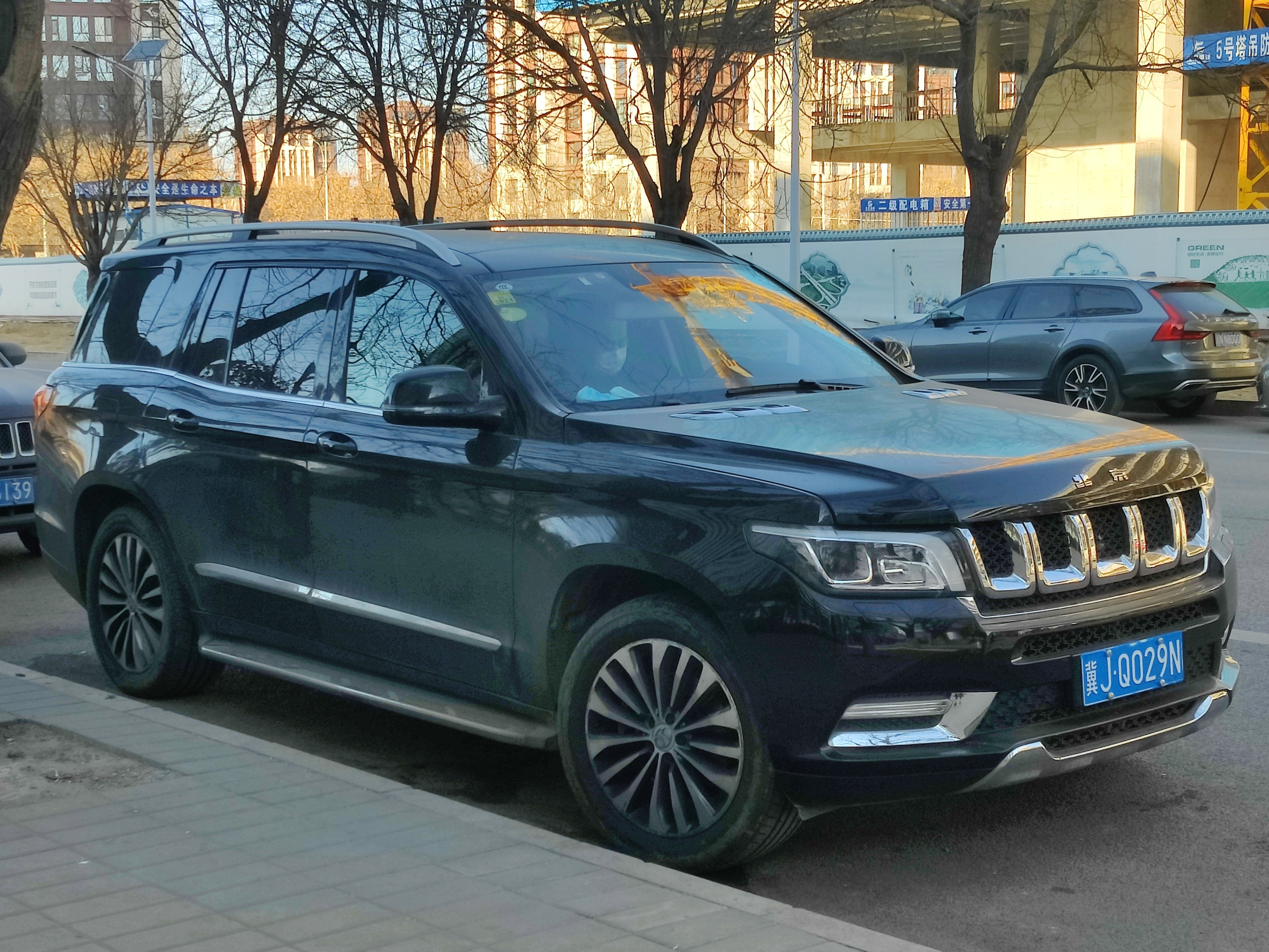
Beijing BJ90

- Beijing U5
- Beijing U7
- Beijing X3
- Beijing X5
- Beijing X6
- Beijing X7
- Beijing EU5
- Beijing EU260
- Beijing EX360
- Beijing EX3
- Beijing EX5
- Beijing EC3
- Beijing EC5
- Beijing EC220
- Beijing Lite R300

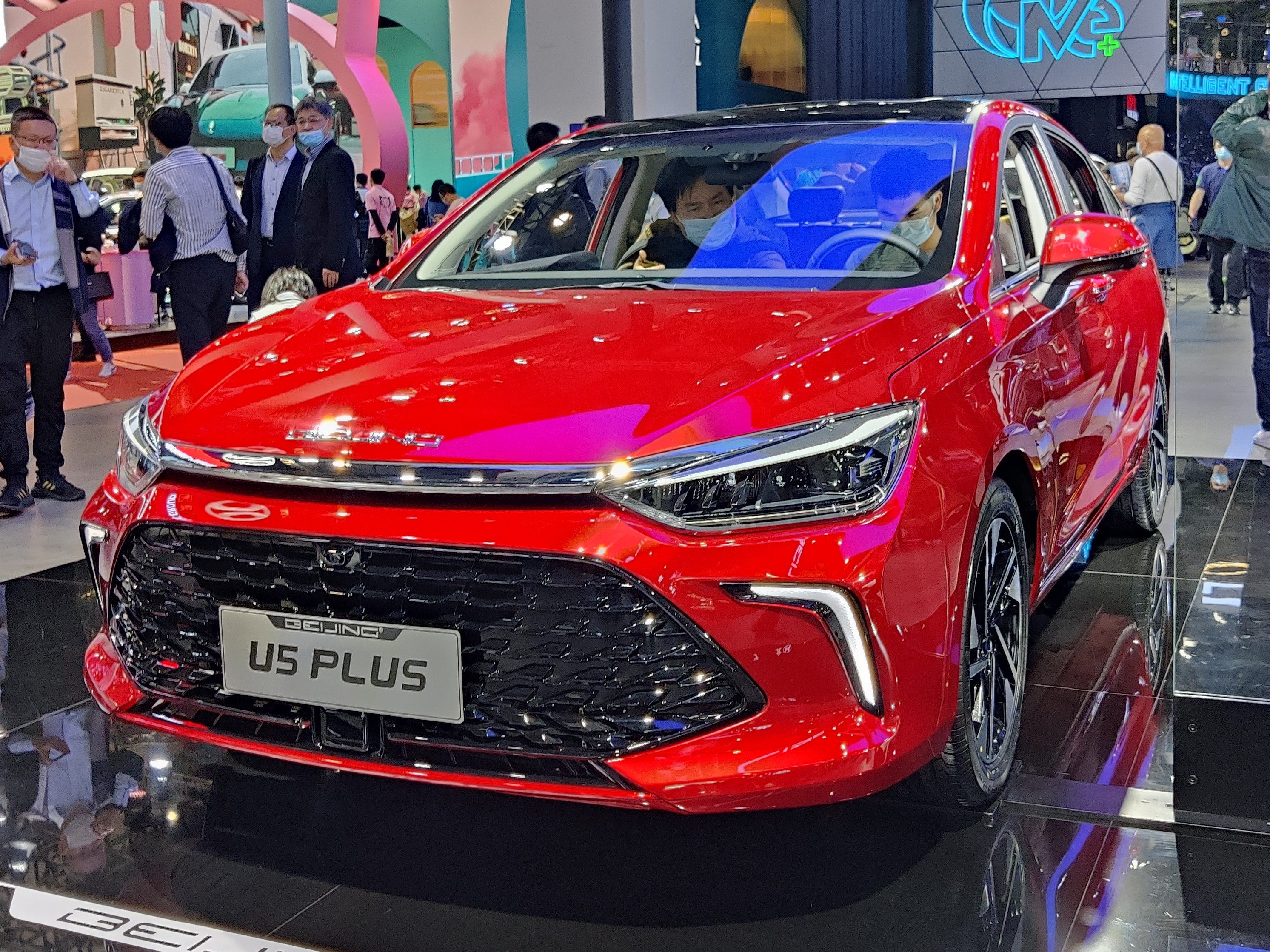
Beijing U5 Plus
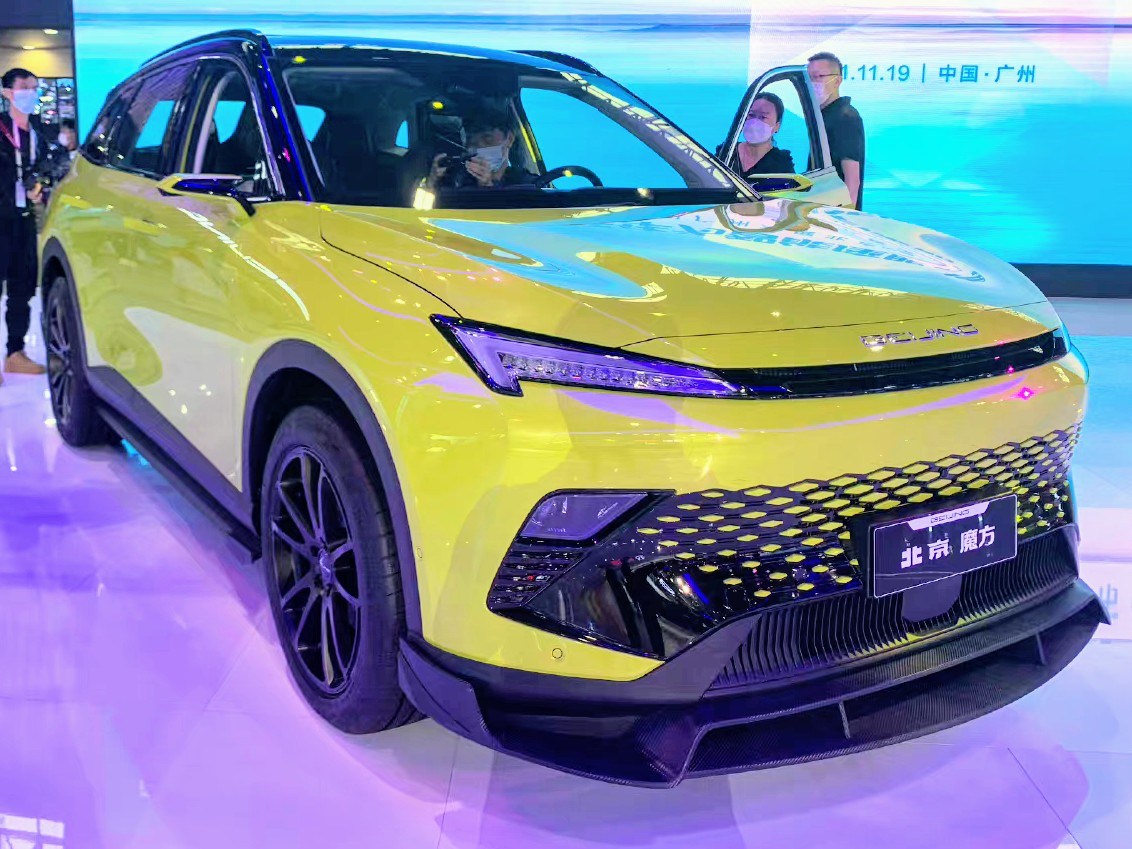
Beijing X6
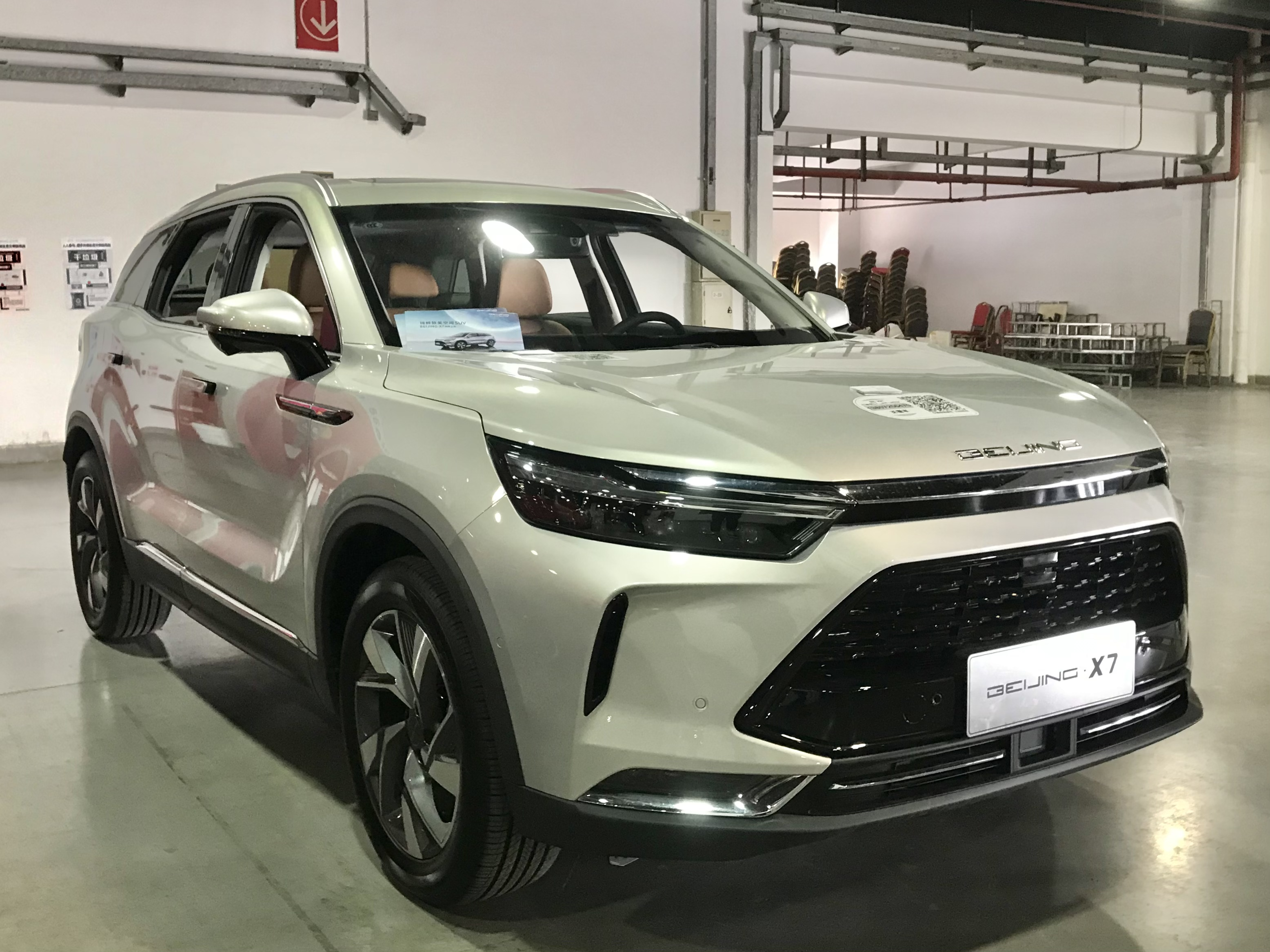
Beijing X7

### Beijing Off-road Vehicles (北京越野)
Los vehículos todoterreno de Beijing (北京越野) solían ser un departamento del Grupo BAIC. En enero de 2020, BAIC anunció la independencia de la marca Beijing Off-road. El Beijing Off-road se operaba de forma independiente, incluido el canal de desarrollo y ventas, pero comparte la marca "BEIJING" con la marca BEIJING (北京汽车).

#### Modelos actuales
- Beijing BJ30
- Beijing BJ40/ F40
- Beijing BJ60
- Beijing BJ80
- Beijing BJ90

- Beijing BJ30
- Beijing BJ40
- Beijing BJ60
- Beijing BJ80
- Beijing BJ90

### Foton
Beiqi Foton Motor Co., Ltd. (Foton Motor) es una filial de BAIC que diseña y fabrica camiones, autobuses, vehículos utilitarios deportivos y maquinaria agrícola. Tiene su sede en Changping, Beijing.

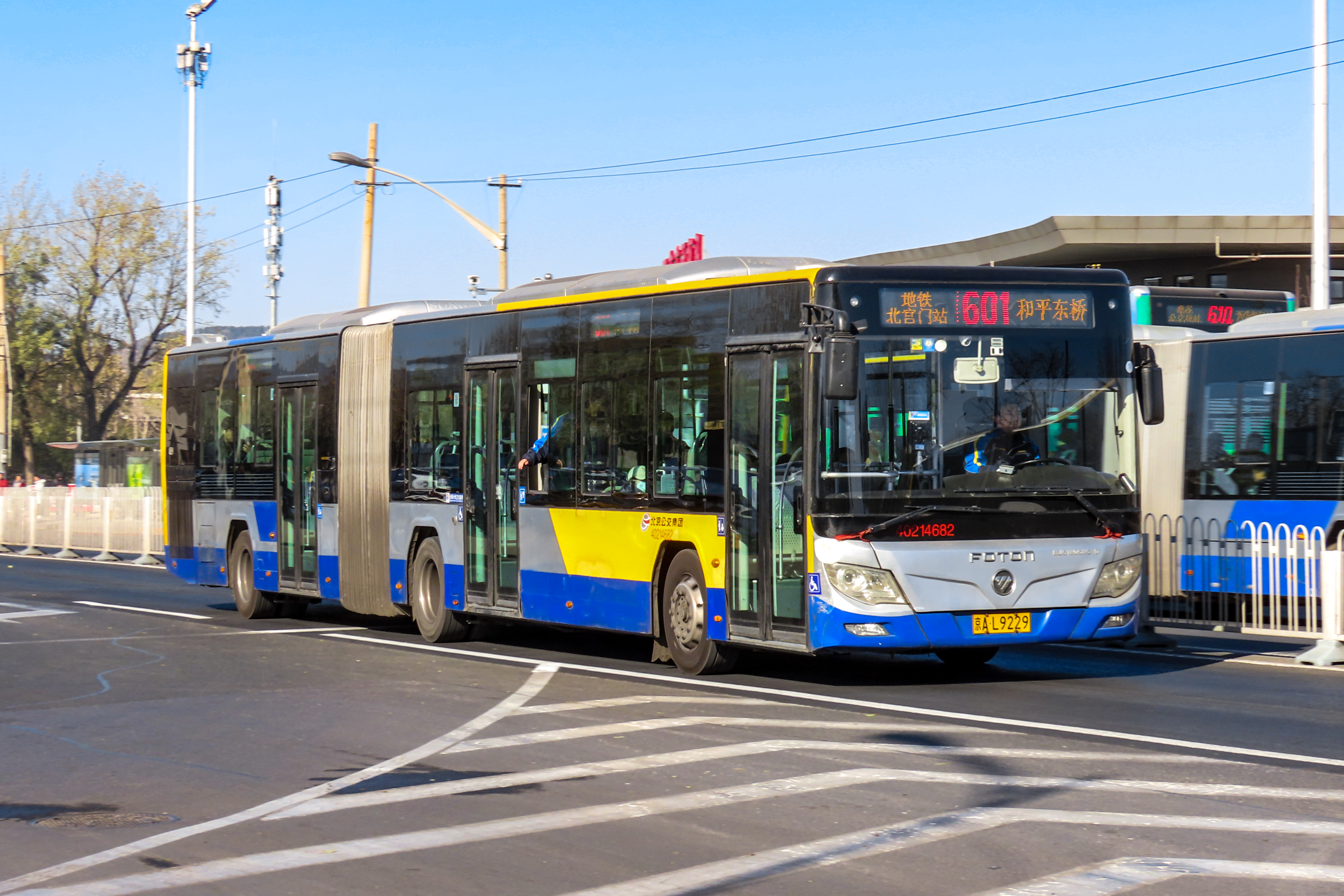
Foton BJ6180C8CTD LNG bus
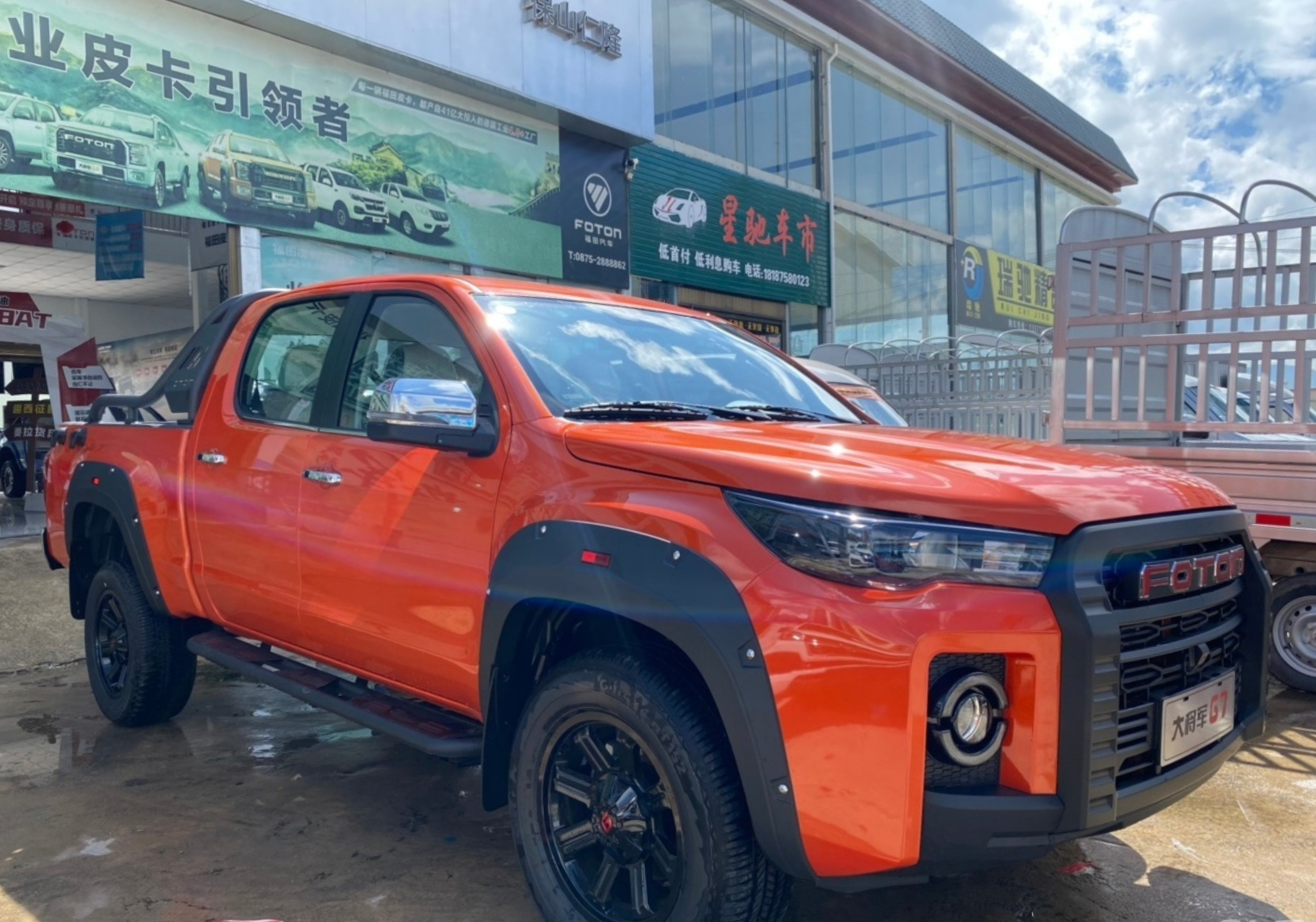
Foton Grand General G7
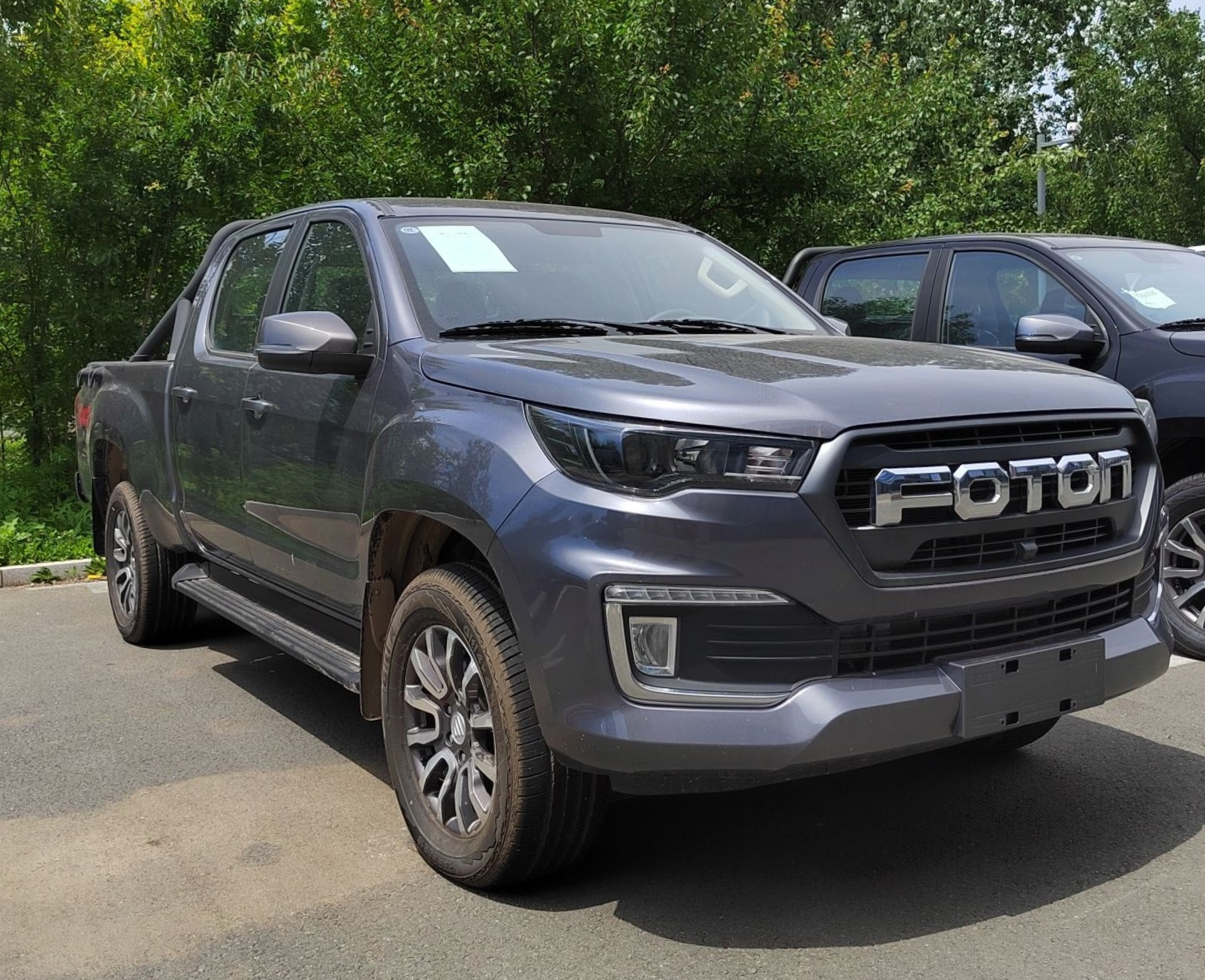
Fonton Tunland Yutu

### Ruili
Ruili es una subdivisión de BAIC. Producen sus vehículos bajo la marca Doda.

#### Current Models
- Ruili Doda EV160
- Ruili Doda V8 (rebadged Joylong iFly)
- Ruili Doda V2 (rebadged Weiwang M20)

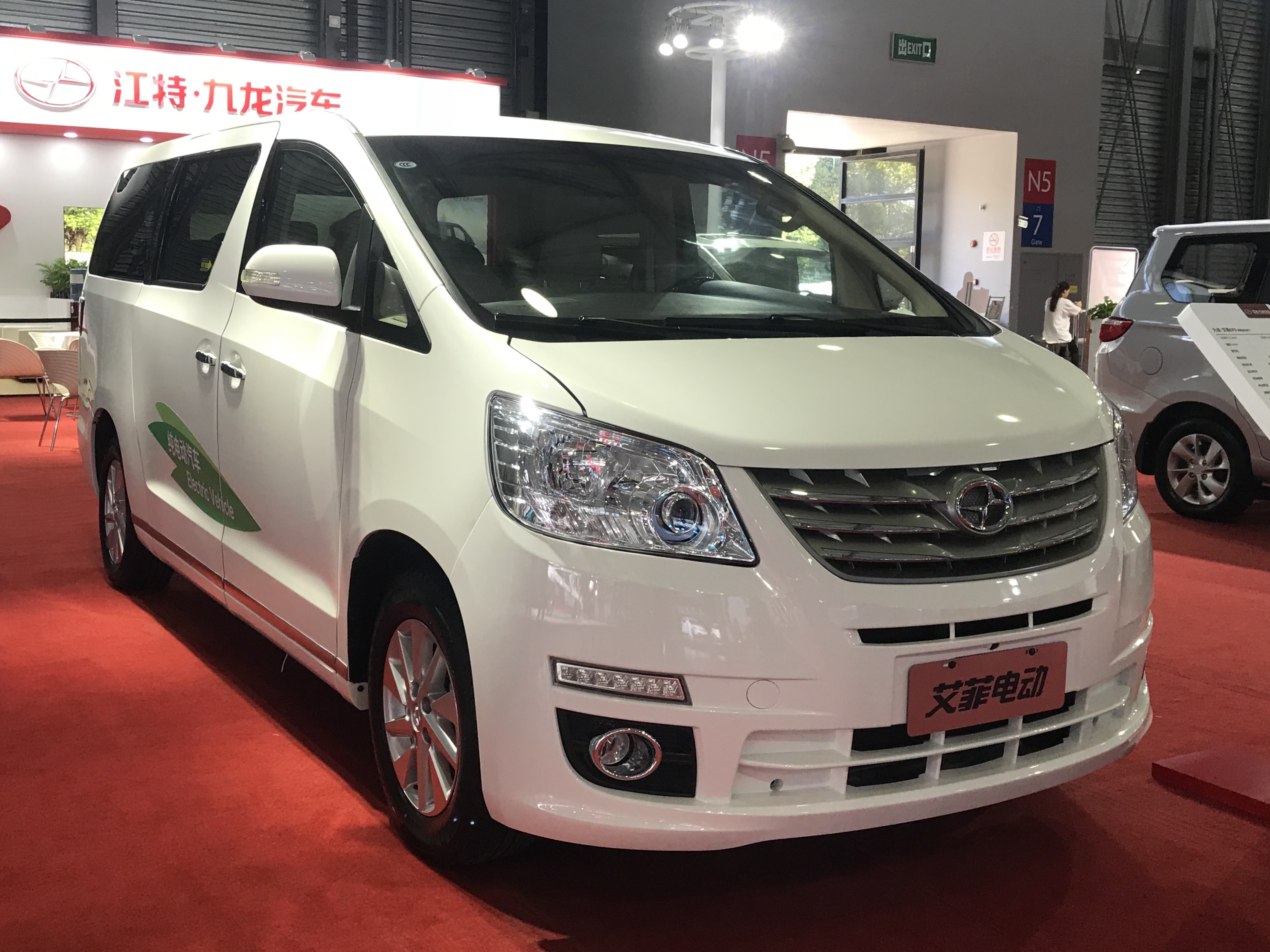
Ruili Doda V8
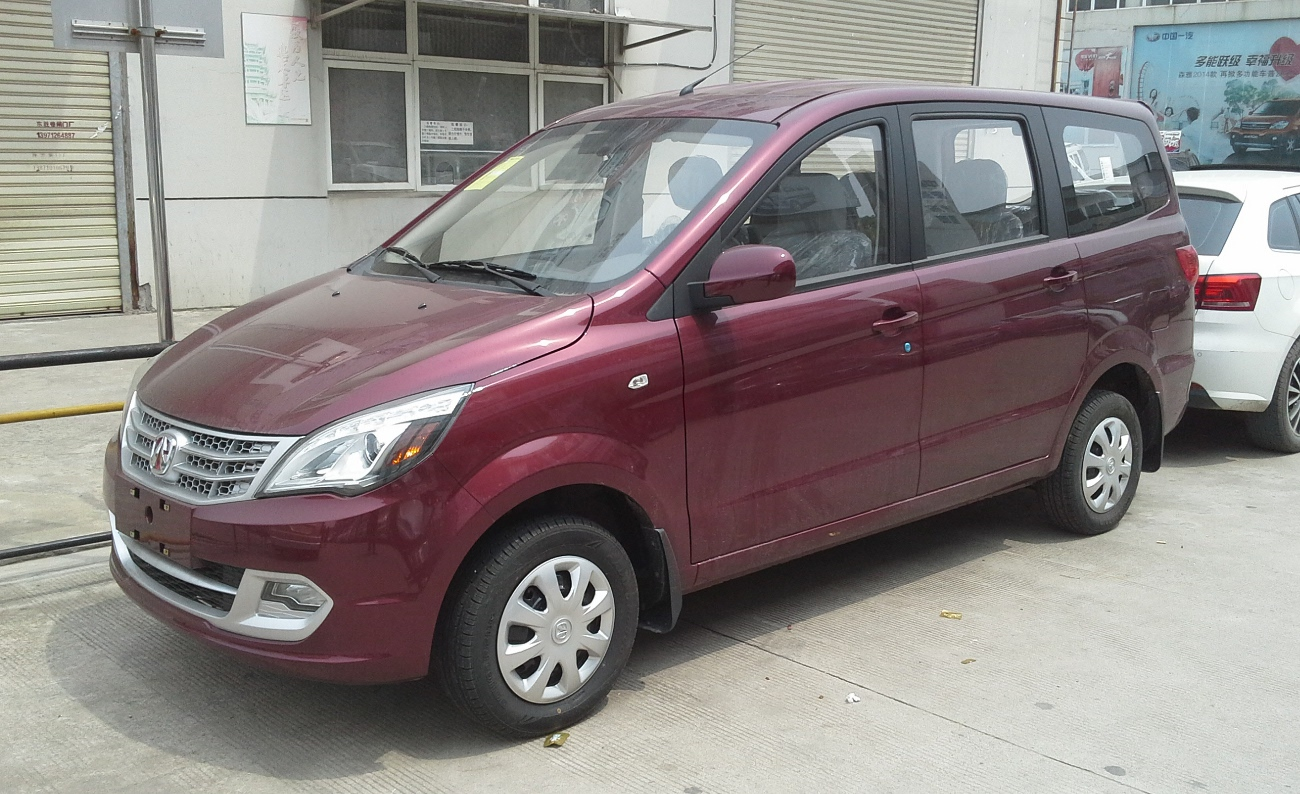
Ruili Doda V2

### Changhe
En 2012, Changhe Automobile fue adquirida por BAIC Group y se convirtió en una subsidiaria. Comenzó a introducir productos basados en la plataforma BAIC.

## Former brands

### BAW
'Beijing Automobile Works Co., Ltd. (BAW) (北汽制造), que produce vehículos todoterreno, camiones y vehículos militares ligeros. , solía ser una subsidiaria del Grupo BAIC pero se vendió al sector privado desde 2015.

### BLAC
La Beijing Light Automobile Company (BLAC), hasta 1988 la Fábrica de Automóviles No. 2 de Beijing, comenzó a fines de la década de 1960 cuando comenzó la producción del BJ130 desarrollado de forma independiente. Su introducción se vio retrasada considerablemente por los trastornos de la Revolución cultural. En 1984, comenzó el montaje del Isuzu Elf/NHR (originalmente como serie BJ136, más tarde como serie BJ1030/1040/1050). En 1988, se construyó una nueva planta para estos camiones con ayuda de los japoneses y también se produjeron motores de gasolina y diésel para camiones ligeros. BLAC quebró en 2002.
|                |
| Un camión BLAC |

## Empresas conjuntas
Como muchos otros pares, BAIC tiene varias empresas conjuntas con fabricantes de automóviles extranjeros, incluidas dos con Daimler AG.

### Empresas conjuntas actuales

#### Beijing Hyundai
Beijing Hyundai Motor Co., Ltd. es una empresa de fabricación de automóviles con sede en Beijing, China, y es una empresa conjunta al 50:50 entre BAIC y Hyundai Motor Company. Fundada en 2002, fabrica en el distrito de Shunyi, una ciudad satélite de Beijing, y produce automóviles de la marca Hyundai para el mercado chino. Está previsto que aparezcan nuevos modelos diseñados para el mercado chino.

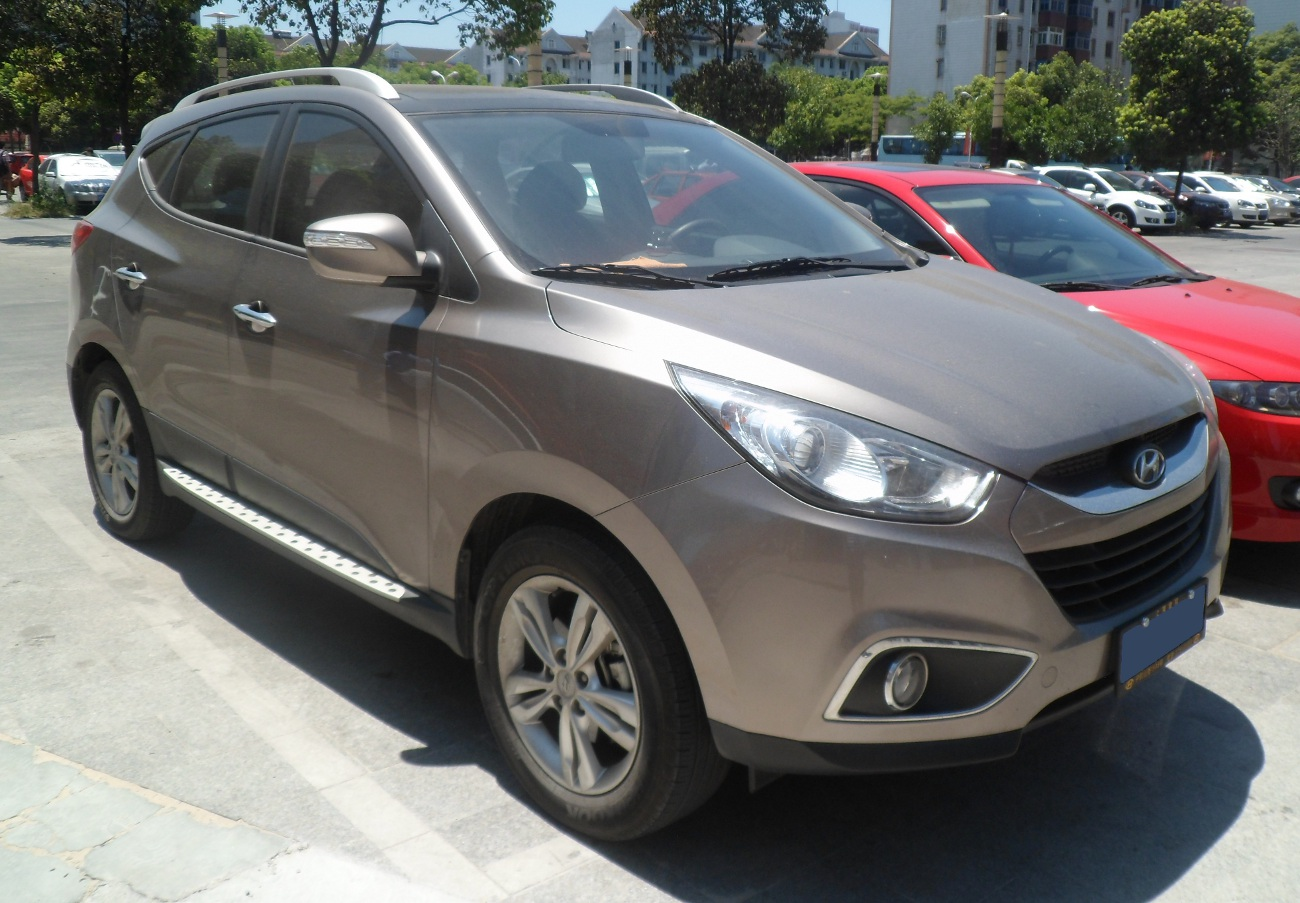
Un Hyundai ix35 producido por Beijing Hyundai
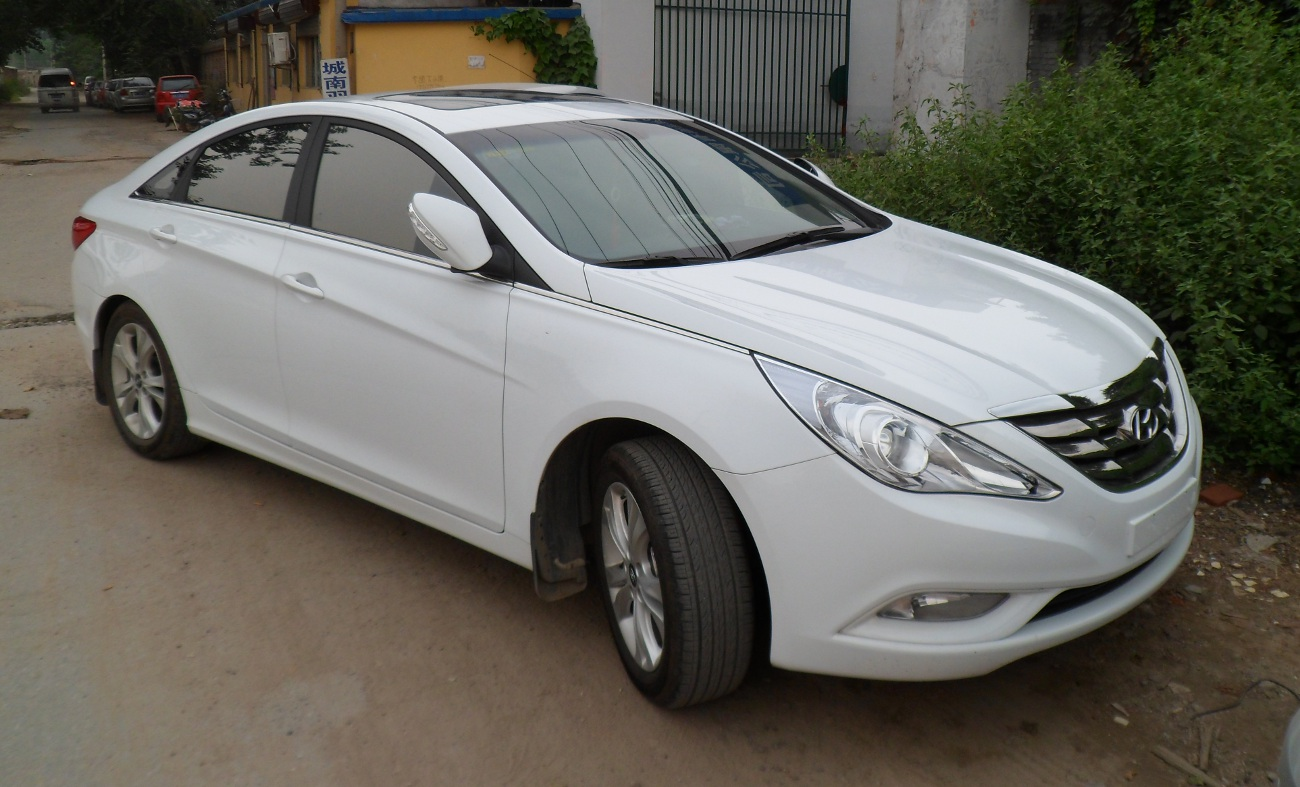
A Hyundai Sonata produced by Beijing Hyundai

#### Beijing Benz
A partir de 2010, Beijing Benz, una empresa conjunta de BAIC con el fabricante de automóviles alemán Daimler AG, fabrica los modelos Mercedes-Benz C-Class y E-Class para venta en China y busca fabricar más modelos que vende en China a nivel local.

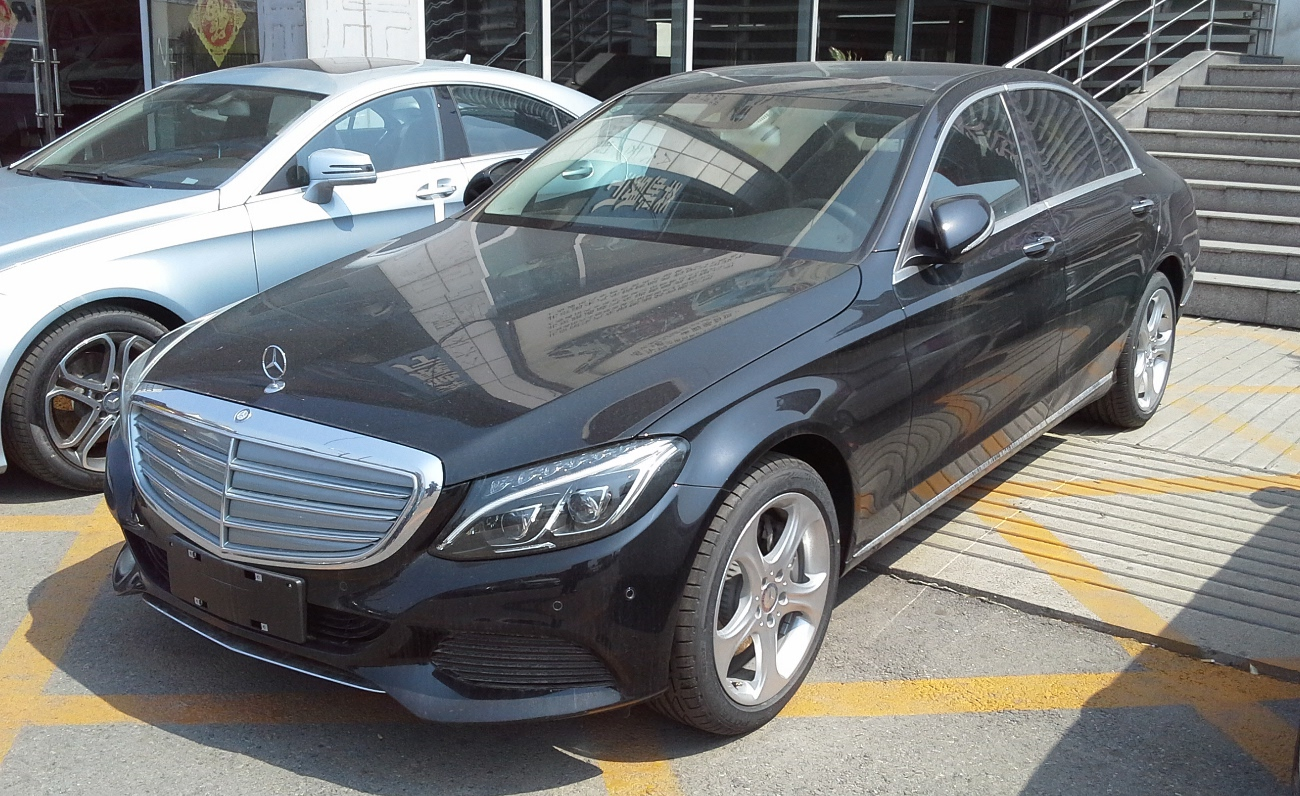
Un Mercedes Clase C producido por Beijing Benz
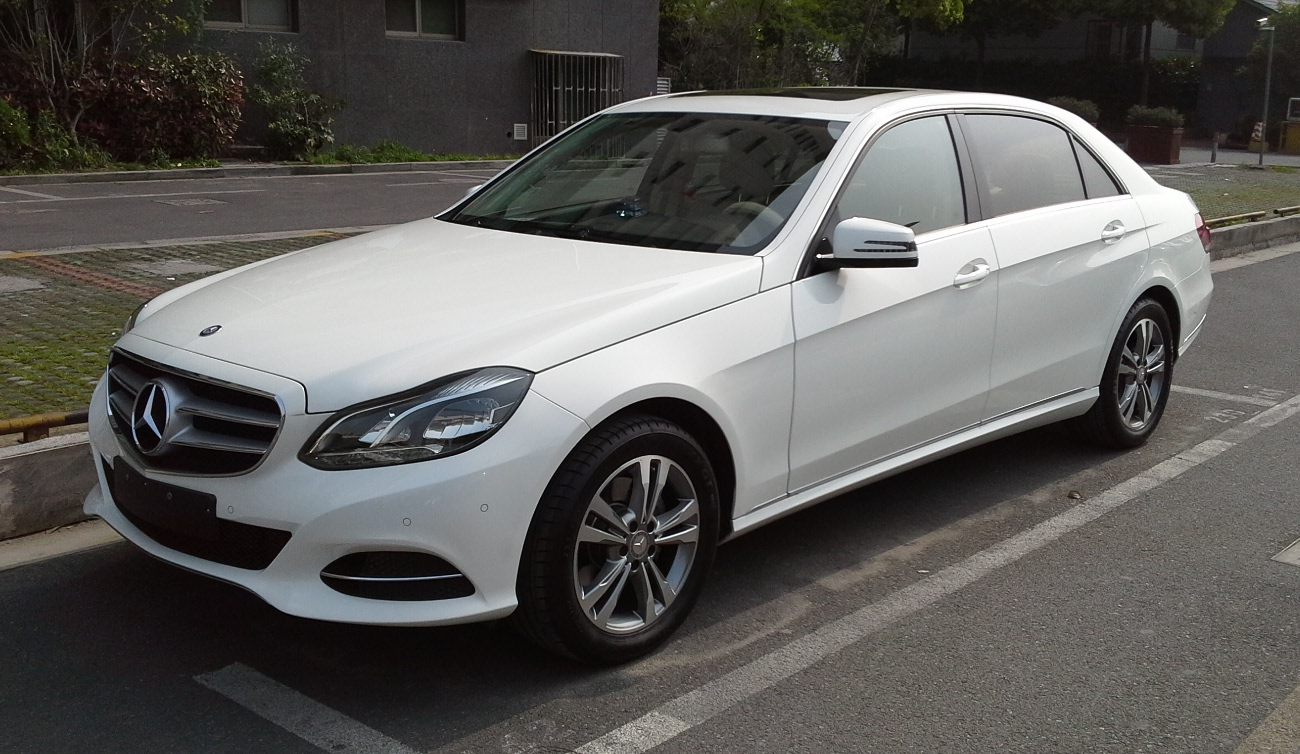
Un Mercedes Clase E producido por Beijing Benz

#### Beijing Foton Daimler
Beijing Foton Daimler Automobile Co., Ltd. is a joint venture between Daimler and a BAIC subsidiary, Foton Motor, which makes commercial trucks.

#### Huansu
Huansu Es Una marca bajo el Beiqi Yinxiang Automobile, una empresa conjunta entre Beijing auto (Beiqi) por mapa y Yinxiang Group de Chongqing.

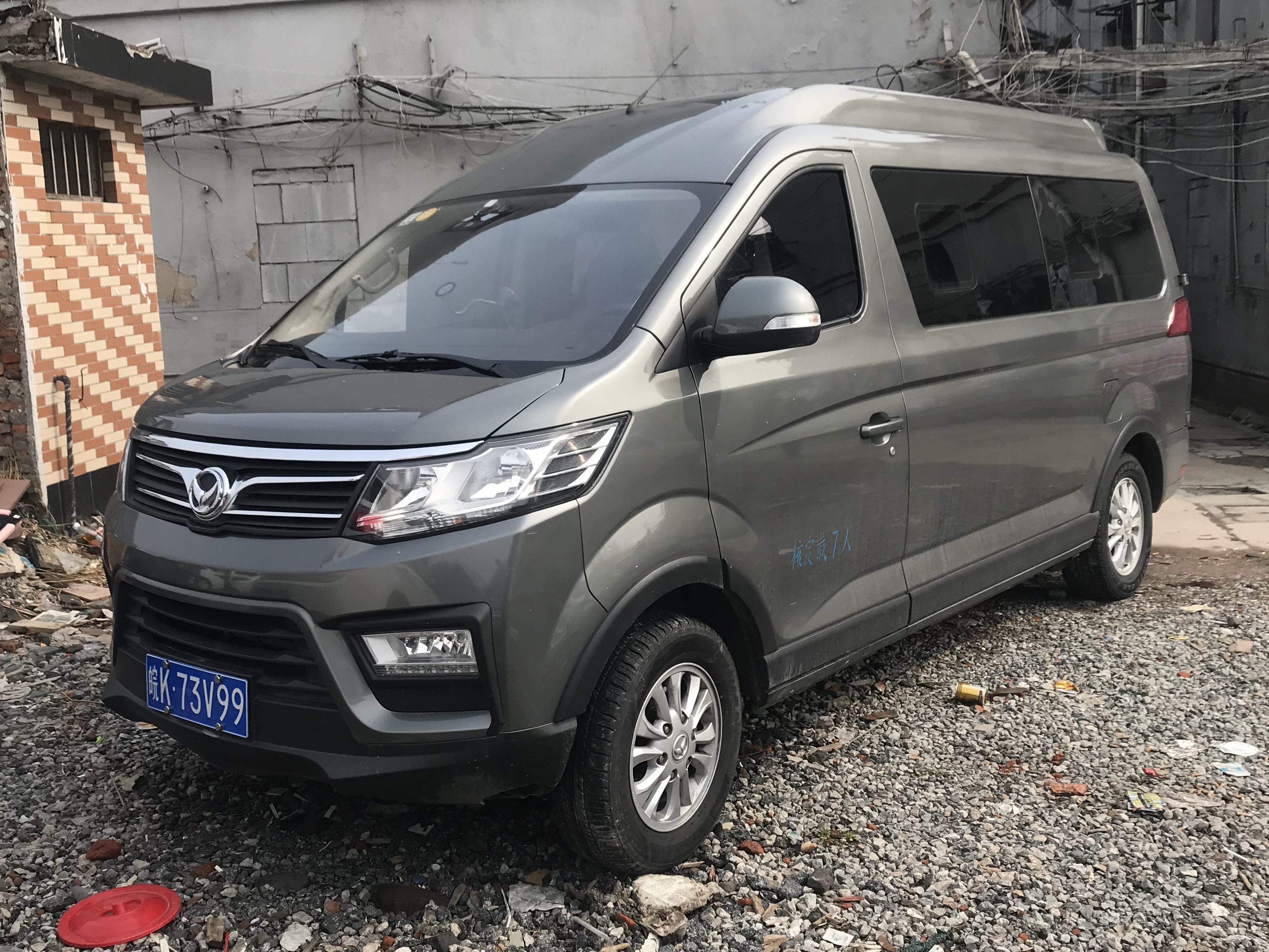
Huansu H6
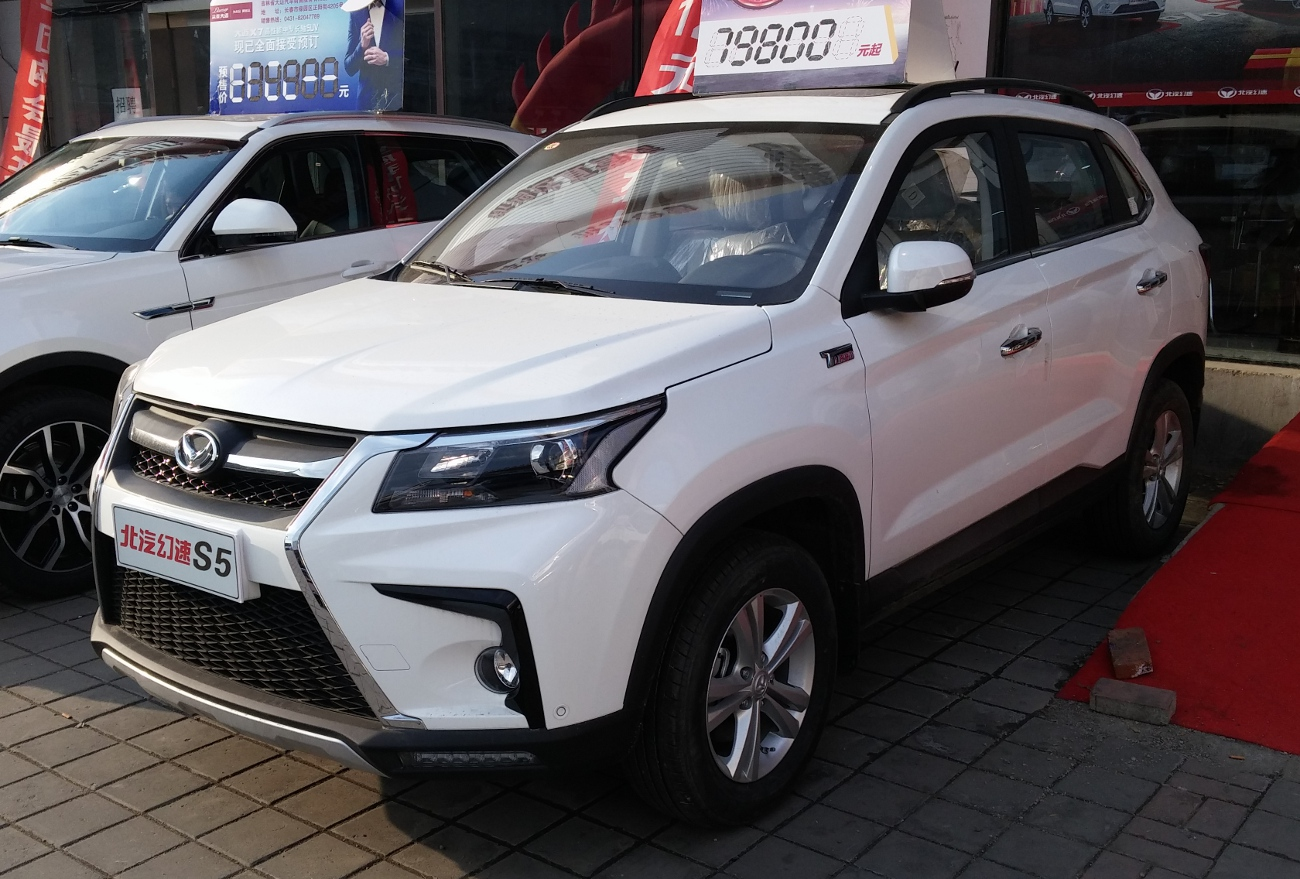
Huansu S5
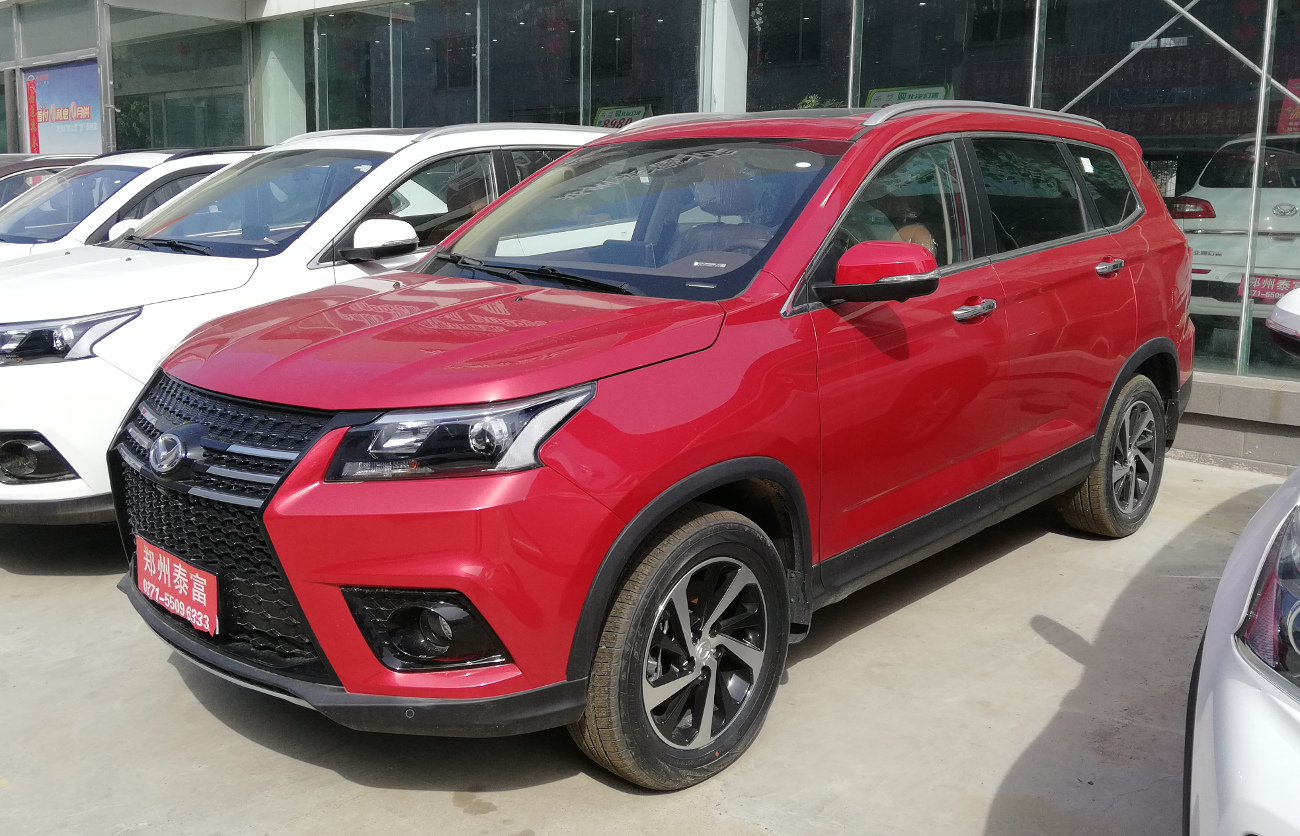
Huansu S7

#### Weiwang
Weiwang IS A Marca bajo Beiqi Yinxiang Automobile, una empresa conjunta entre Beijing Auto (Beiqi) por mapa y yinxiang group de Chongqing.

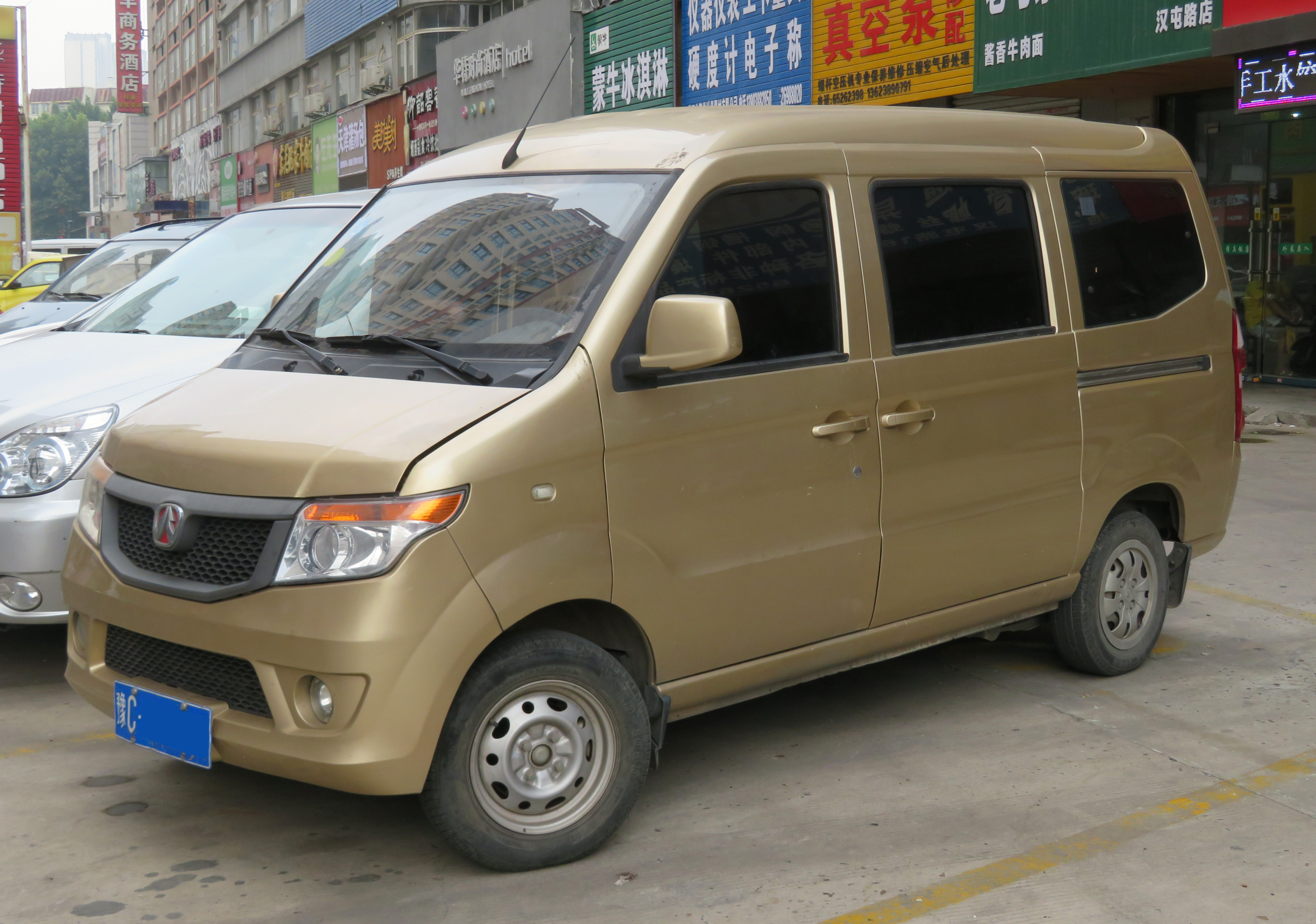
Weiwang 205
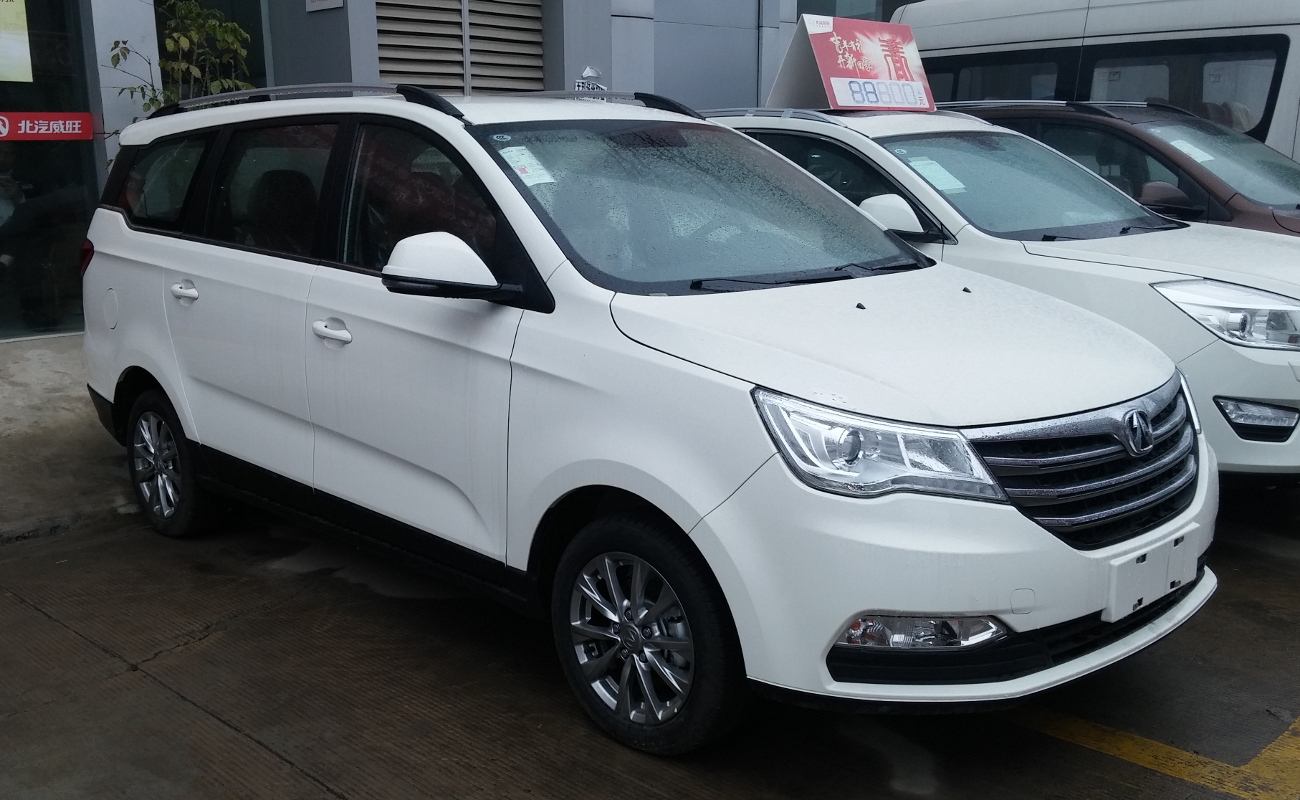
Weiwang M50F
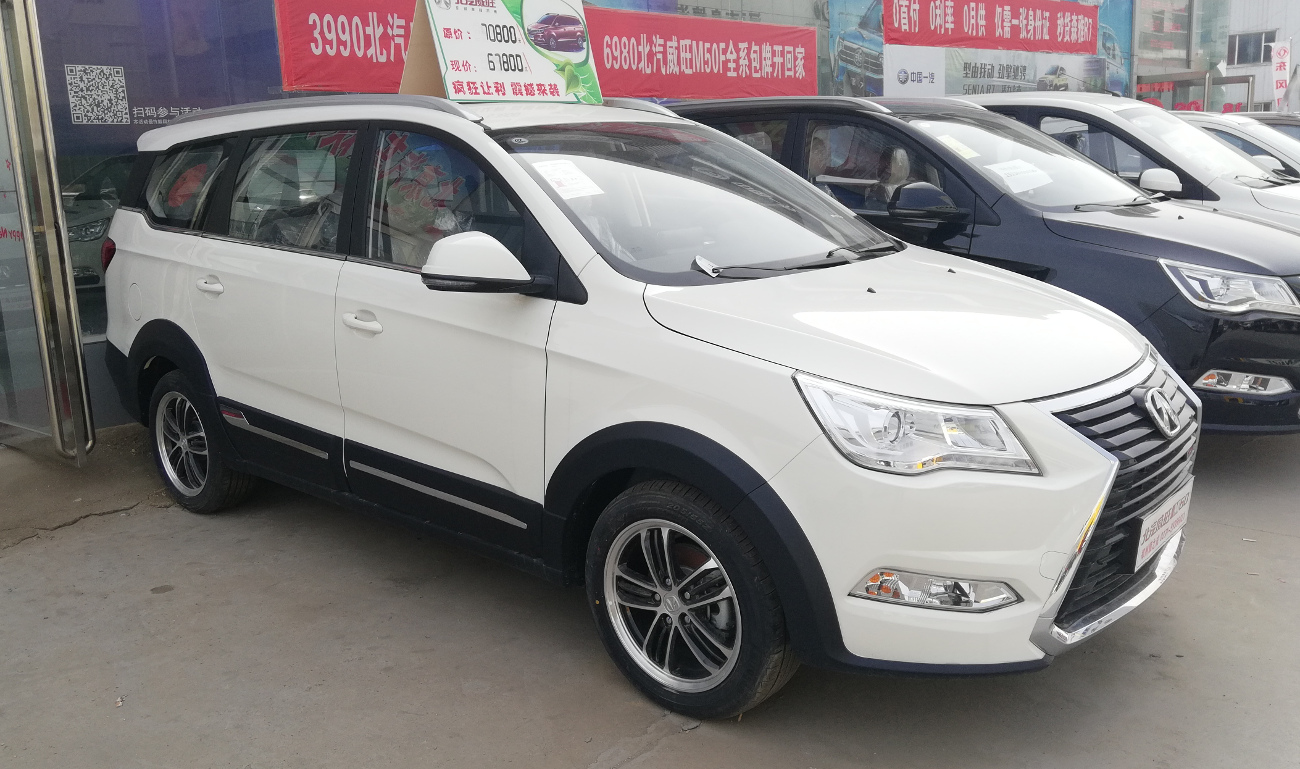
Weiwang M60

### Antiguas empresas conjuntas

#### Beijing Jeep
Beijing Jeep Corporation se convirtió en la primera empresa conjunta automotriz chino-occidental de China cuando se estableció en 1984 con American Motors Corporation. Posteriormente, Beijing Jeep se convirtió en Beijing Benz-DaimlerChrysler Automotive Co Ltd y luego Beijing Benz Automotive Co Ltd.